# Евромиф
Евромиф — название, которое даёт Европейская комиссия историям в средствах массовой информации (СМИ) о своей общесоюзной политике, которые она считает ложными или явно преувеличенными.
В то же время, евроскептики считают, что такие истории часто являются правдивыми, а враждебная реакция СМИ должна быть причиной отказаться от непопулярной политики. Они также могут использовать название «евромиф».
Европейский союз ввёл политику публичного опровержения негативного освещения, которое он рассматривает как несправедливое или искажённое изображение.